# Кужня
Кужня — упразднённый посёлок в Балахтинском районе Красноярского края. Располагался на территории современного Черёмушкинского сельсовета. Упразднён в 1966 году.

## География
Располагался на левом берегу реки Сисим в месте впадения в неё реки Кужня, на расстоянии приблизительно 6 км по прямой к югу от деревни Берёзовая.

## История
Посёлок был основан в 1930 году сосланными во время коллективизации крестьянами.
В 1939—1940 годах в посёлок прибыли поляки, сосланные из Западной Украины и Белоруссии. Многие из них скончались от голода.
Во время Второй мировой войны посёлок заселялся финнами и немцами Поволжья. После войны в 1947 году финны покинули Кужню, а западные украинцы уехали в 1950—1951 годах.
В июне 1948 года в посёлок прибыли литовцы в количестве около 70 семей. Трудоспособные поселенцы занималиль заготовкой древесины, продуктов питания, кормов для лошадей. В 1957—1959 годы большинство литовцев вернулись в Литву. В 1990-х годах экспедиция из Литвы перевезла часть захоронений скончавшихся на родину.
В конце 50-х годов лес был вырублен и лесозаготовители с семьями переехали в пос. Березовая. В 1966 году лесной поселок был снят с административного учёта.

## Населеление
На 1 января 1961 г. в лесоучастке Кужня проживало в 3 семьях 6 человек.